# Митенское (Усть-Кубинский район)
Митенское — деревня в Усть-Кубинском районе Вологодской области.
Входит в состав Высоковского сельского поселения (с 1 января 2006 года по 9 апреля 2009 года была центром Митенского сельского поселения), с точки зрения административно-территориального деления — центр Митенского сельсовета.
Расстояние до районного центра Устья по автодороге — 17 км, до центра муниципального образования Высокого по прямой — 7 км. Ближайшие населённые пункты — Залесье, Кобелево, Макарьино.
По переписи 2002 года население — 131 человек (62 мужчины, 69 женщин). Преобладающая национальность — русские (98 %).